# ایهالا بلیگالا
ایهالا بلیگالا (به لاتین: Ihala Beligalla) یک منطقهٔ مسکونی در سری‌لانکا است که در استان جنوبی (سری‌لانکا) واقع شده‌است.